# Daniel Friedrich Ludwig Pistor

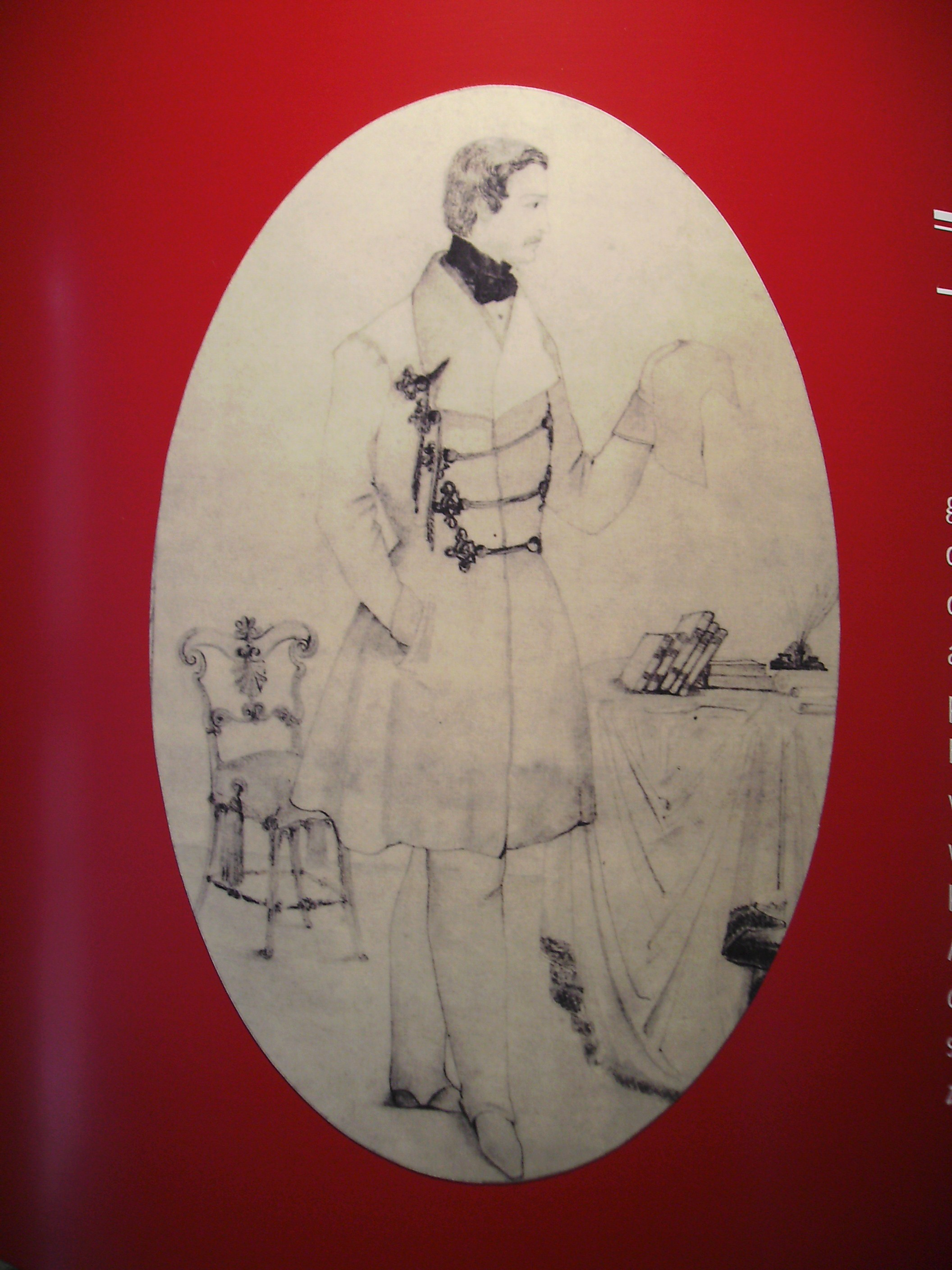
Daniel Friedrich Ludwig Pistor

Daniel Friedrich Ludwig Pistor (* 29. Juni 1807 in Bergzabern, jetzt Bad Bergzabern; † 7. August 1886 ebenda) war ein deutscher Jurist, Burschenschafter und Revolutionär.

## Vita
Pistor entstammte einer geachteten bürgerlichen Familie aus Bergzabern. Sein Vater war Mitglied im städtischen Rat und in den Jahren 1808/09 auch „Maire“ (Bürgermeister) der Stadt. Nach seinem Abitur im Jahr 1826 studierte Daniel Friedrich Ludwig Pistor an der Ludwig-Maximilians-Universität München Rechtswissenschaften. Während seines Studiums wurde er 1829 Mitglied der Alten Heidelberger Burschenschaft / Fäßlianer. In München trat er 1829 auch in die Burschenschaft Markomannia ein. Nachdem er sich mit den Kommilitonen der Markomannia überworfen hatte, trat er aus und gründete die neue Burschenschaft „Germania“. Pistor übersiedelte 1829 nach Heidelberg und beteiligte sich dort an der Gründung einer weiteren Burschenschaft „Frankonia“. 1831 wurde er in München zum Doktor der Rechtswissenschaften promoviert.

1886 starb Pistor, sein Grab befindet sich auf dem Friedhof in Bergzabern.

## Freiheitliche Aktivitäten
Im Zuge der französischen Julirevolution von 1830 kamen in Bayern unter König Ludwig I. Repressionen gegenüber freiheitlich und national gesinnten Bürgern, insbesondere gegenüber Studenten, auf. Die Presse wurde der Zensur unterworfen, unliebsame Aktivisten wurden des Landes verwiesen. Pistor wurde Mitglied im Deutschen Preß- und Vaterlandsverein, dessen führende Köpfe die Publizisten Philipp Jakob Siebenpfeiffer und Georg August Wirth waren. Er veröffentlichte radikal-demokratische Schriften und stieg in dem Verein zum Sekretär auf. Auf dem Hambacher Fest hielt Pistor eine höchst revolutionäre Rede, die dann aus Gründen der Vorsicht gegenüber der Obrigkeit nicht verschriftet und damit der Öffentlichkeit unzugänglich gemacht wurde.
Da er verhaftet werden sollte, flüchtete Pistor nach Frankreich. Ein Gericht verurteilte ihn dennoch in Abwesenheit zu einem Jahr Haft. Außerdem wurde er in einem weiteren Gerichtsverfahren aufgrund seiner revolutionären Schriften wegen Hochverrats verurteilt. Von seinem Pariser Exil aus kämpfte Pistor mit anderen deutschen Emigranten gegen die Herrschaft des bayerischen Adels, unter anderem in dem Zusammenschluss „Bund der Geächteten“. Ein Begnadigungsgesuch Pistors wurden vom Bayernkönig abgelehnt. In der Revolution von 1848/49 engagierte sich Pistor als Mitglied der Demokratischen Linken und trat für sie als öffentlicher Redner auf. Nach dem Scheitern der Revolution zog er sich aus der Politik zurück.

## Werke
- Bürger-Katechismus für Teutschland. Augsburg 1832.